# Sjöräddningsmuseet i Kåseberga
Sjöräddningsmuseet i Kåseberga var ett svenskt sjöfartsmuseum i hamnen i Kåseberga, som var i drift mellan 2007 och 2016.
Sjöräddningsmuseet i Kåseberga i Ystads kommun var inrymt i det tidigare båthuset i den nu nedlagda sjöräddningsstationen i Kåseberga. Det invigdes i juli 2007 och berättade om verksamheten inom Svenska Sällskapet för Räddning af Skeppsbrutne (Sjöräddningssällskapet). 
Sjöräddningsmuseet drevs av Föreningen Sjöräddningsmuseet i Kåseberga i samarbete med Sjöräddningssällskapet.
Kåseberga sjöräddningsstation inrättades 1944, samtidigt som Sandhammarens räddningsstation, Sveriges första sjöräddningsstation, lades ned. Sjöräddningsverksamheten i Kåseberga bedrevs till 1993, då den flyttades till Ystad. I båthuset låg från 1959 Räddningskryssaren N.A. Båth. Den 2009 k-märkta N.A. Båth låg senare som museifartyg vid kaj i hamnen i Kåseberga utanför Sjöräddningsmuseet 2007–2012, innan hon såldes.
Museets verksamhet lades ned 2016.